# Bakers muskaatduif
Bakers muskaatduif (Ducula bakeri) is een vogel uit de familie der Columbidae (Duiven en tortelduiven). De wetenschappelijke naam van de soort werd als Muscadivora bakeri in 1928 gepubliceerd door Norman Boyd Kinnear en vernoemd naar de ontdekker, de bioloog John Randal Baker (1900 – 1984). Het is een door habitatverlies kwetsbaar geworden vogelsoort die alleen voorkomt in Vanuatu.

## Kenmerken
De vogel is 40 cm lang. Het is een grote bruin en grijs gekleurde duif. Van boven is de vogel donkergrijs, rond de kop en hals lichter, meer blauwgrijs. Van voren op de nek en borst is de vogel paarsbruin, geleidelijk overgaand in kastanjebruin op de buik. In vlucht is er een opvallend contrast tussen de grijze hand- en armpennen en de bruine ondervleugeldekveren.

## Verspreiding en leefgebied
Deze soort komt voor in van de Bankseilanden tot Ambrym (noordelijk en centraal Vanuatu).
De leefgebieden van deze vogel liggen in ongerept natuurlijk tropisch bos in heuvelland boven de 500 meter boven zeeniveau, meestal tussen 800 en 1200 meter.

## Status
De grootte van de populatie is in 2021 geschat op 2,5-23 duizend volwassen vogels. Op de Rode lijst van de IUCN heeft deze soort de status niet bedreigd.